# Aechmea melinonii
Aechmea melinonii är en gräsväxtart som beskrevs av William Jackson Hooker. Aechmea melinonii ingår i släktet Aechmea och familjen Bromeliaceae. Inga underarter finns listade i Catalogue of Life.